# Bugatti Tipo 101
La Bugatti Tipo 101, chiamata anche Type 101, è un'autovettura di lusso prodotta tra il 1951 e il 1965 dalla casa automobilistica francese Bugatti.
È stata l'ultima vettura prodotta dall'azienda francese prima della sua chiusura.

## Storia

### Contesto storico
Per riprendere la produzione dopo la fine della seconda guerra mondiale e la morte di Ettore Bugatti e di suo figlio Jean, le redini dell'azienda di Molsheim vennero prese da Roland Bugatti, fratello di Jean, e da Pierre Marco, ex-pilota Bugatti durante gli anni venti. La situazione economica della casa francese era tutt'altro che rosea: la morte del giovane rampollo di casa Bugatti, avvenuta alla fine degli anni trenta, oltre ad aver interrotto il brillante corso stilistico Bugatti che proprio in quel decennio diede i natali ad alcuni fra i modelli più iconici, fece precipitare in una grave depressione lo stesso patron Ettore Bugatti, che già si era defilato dalla direzione della sua azienda per le delusioni conseguenti alle agitazioni sociali del 1936, lasciando appunto il figlio Jean al timone della stessa. Da quello stato di depressione, Ettore non si riprenderà mai più, complici anche gli orrori della guerra che sarebbe di lì a poco scoppiata. I gravi problemi di salute patiti dallo stesso Ettore alla fine della guerra, poi, portarono rapidamente al suo declino e alla morte, sopraggiunta nell'agosto del 1947. Due mesi prima era riuscito a vincere la causa contro il governo francese che lo aveva accusato di collaborazionismo e gli aveva confiscato l'azienda. Un'altra ragione della crisi economica in cui la Bugatti si trovava stava nel non aver potuto percepire l'indennizzo per i danni subiti dallo stabilimento di Molsheim in seguito ai bombardamenti. Questo perché Ettore Bugatti non risultava come cittadino francese, in quanto aveva sempre voluto mantenere la cittadinanza italiana.
Insomma, la situazione era molto pesante, ragion per cui la ripresa della produzione avrebbe dovuto basarsi sull'utilizzo di ciò che già si aveva in casa, limitando il più possibile nuovi investimenti. Si partì quindi dal telaio della Tipo 57, vettura molto apprezzata durante il decennio precedente e che avrebbe potuto costituire una garanzia di qualità e di reputazione.
Un primo prototipo venne realizzato nei primi mesi del 1951, mentre la presentazione dei primi due esemplari si ebbe al Salone di Parigi dello stesso 1951.

### Caratteristiche
La Tipo 101 fu sviluppata sulla base della Tipo 57 d'anteguerra. Il telaio mantenne quindi la solita classica configurazione a longheroni e traverse con sospensioni ad assale rigido sui due assi e molle a balestra semiellittica. Vennero apportate alcune migliorie di dettaglio e inoltre il passo venne sensibilmente allungato (da 2,98 a 3,30 metri), ma la struttura di base fu sostanzialmente la stessa. Lo schema sospensivo era ad assale rigido sia all'avantreno sia al retrotreno, coadiuvato da balestre semiellittiche. L'impianto frenante prevedeva tamburi sulle quattro ruote. La Tipo 101 era alimentata dall'8 cilindri in linea da 3257 cm³ con bialbero in testa a due valvole per cilindro derivato dalla Tipo 57, che in versione sovralimentata mediante compressore volumetrico erogava fino a 190 CV a 5400 giri/min, mentre nella versione aspirata si fermava a 135 CV. La differenza principale fra questo motore e quello della Tipo 57 stava nel carburatore utilizzato, non più uno Stromberg, ma un Weber. La trazione è ovviamente posteriore, con cambio manuale a 4 marce. Sul tipo di frizione utilizzata le fonti sono invece contrastanti: alcune parlando di frizione monodisco a secco e altre parlano invece di frizione bidisco a secco. 

### Produzione
Purtroppo, la Tipo 101 non ebbe successo: la ragione di tale insuccesso stava principalmente nel fatto che la vettura era tecnicamente ormai superata e troppo costosa in quanto legata a processi produttivi ancora artigianali. In secondo luogo, le vetture di lusso francesi non avrebbero incontrato il favore del pubblico né allora né in seguito, come testimonieranno anche i fallimenti di altri costruttori francesi di auto di lusso, Facel Vega e Talbot-Lago in primis.

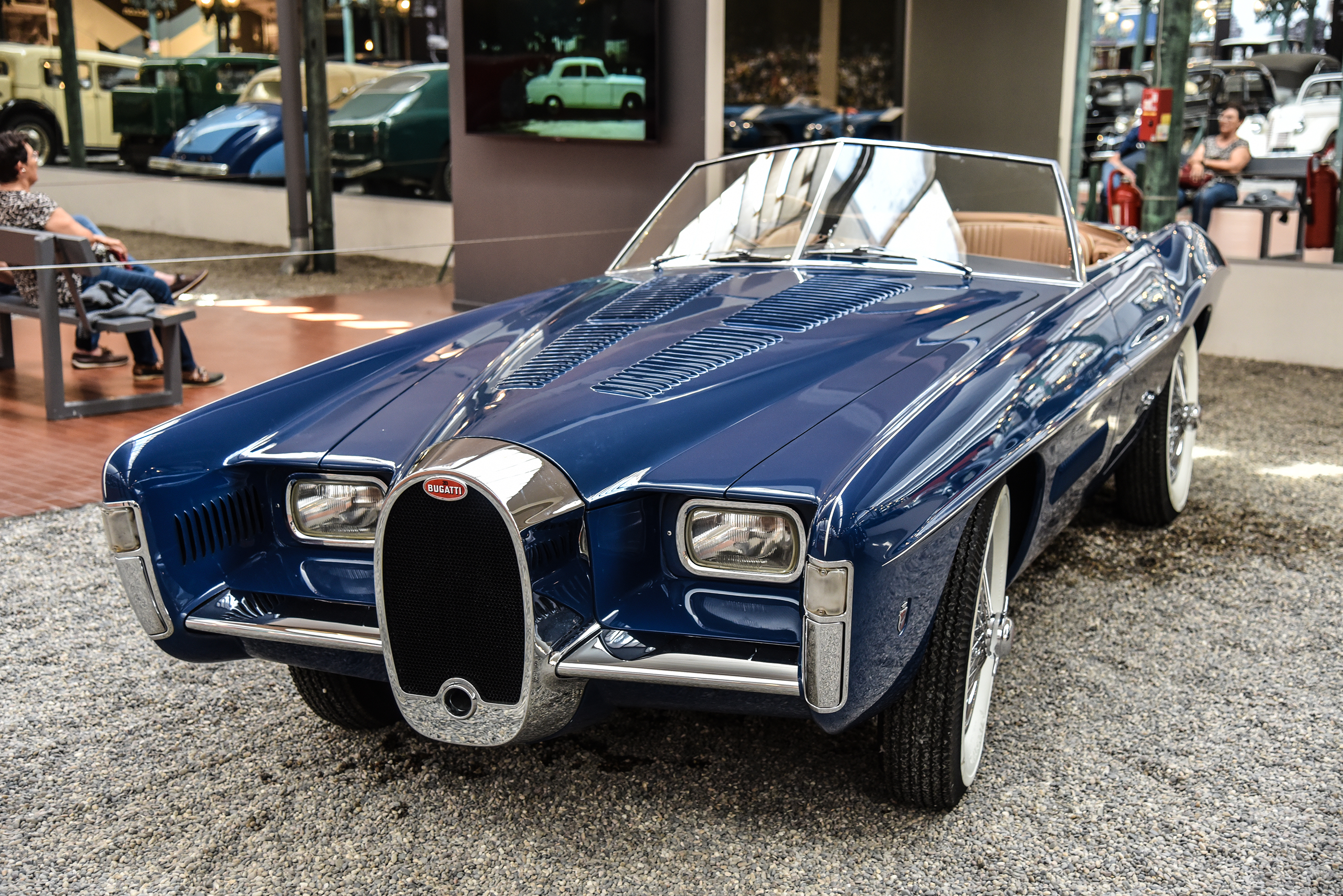
Bugatti Tipo 101C

Ne vennero quindi realizzati appena otto esemplari, di cui sette fra il 1951 e il 1952 e uno diversi anni dopo. Quest'ultima Tipo 101 (chiamata 101C) fu infatti costruita nel 1965 dalla Ghia su progetto di Virgil Exner sull'ultimo telaio rimasto incompiuto della Tipo 101 dopo il fallimento della Bugatti. Venne anche esposta al Salone di Torino 1965 nel tentativo di rilanciare il marchio, ma non vennero trovati finanziamenti e i piani per una futura produzione vennero cancellati. La vettura è stata esposta in pubblico al Pebble Beach Concours d'Elegance del 2017.
Se escludiamo l'esemplare con carrozzeria roadster del 1965, che apparteneva a un altro periodo con altre tendenze stilistiche, gli altri esemplari realizzati oltre un decennio prima erano "vestiti" da carrozzerie esterne, come peraltro capitava anche durante gli anni trenta, un altro aspetto che testimoniava i criteri produttivi ormai superati. I sette esemplari prodotti sono: tre coupé (Gangloff, Guilloré e Antem), tre cabriolet (tutte di Gangloff) e una berlina (Guilloré). L'unico aspetto in linea con i tempi, peraltro in comune ai sette esemplari, era sul fronte del design, che evidenziava il passaggio allo stile ponton, abbandonando così di fatto i parafanghi separati dal resto del corpo vettura.